# Houlkær Kirke
Houlkær Kirke er sognekirke i Houlkær Sogn, som i 1992 blev udskilt fra Asmild Sogn. Kirken blev bygget i 1992 og er tegnet af arkitektfirmaet Sahls Tegnestue i Århus. Den er placeret centralt i Houlkær.
Selve kirkens kvadratiske bygning er omgivet af tilbygninger, som indeholder møderum m.v. Vest for kirken står en klokkestabel. På klokkestablens top ses en vindfløj, der – ligesom vindfløjen på "moderkirken" Asmild Kirkes tårn – forestiller en pelikan, som hakker sig selv til blods.
Kirkerummets inventar – altertavle og døbefont – er udsmykket af kunstneren Sonny Tronborg.

## Eksterne kilder og henvisninger
- Houlkær Kirke hos KortTilKirken.dk